# Elías Figueroa

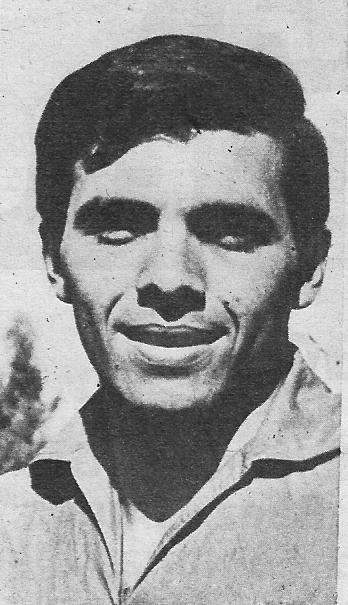
Elías Figueroa

Elías Ricardo Figueroa Brander (ur. 25 października 1946 w Valparaíso), chilijski piłkarz, środkowy obrońca.
Figueroa uchodzi - obok Ivána Zamorano - za najwybitniejszego chilijskiego piłkarza w historii. Trzykrotnie brał udział w finałach mistrzostw świata również trzykrotnie wybierano go najlepszym piłkarzem Ameryki Południowej (1974, 1975, 1976).
Karierę zaczynał w Unión La Calera w 1964. W latach 1965–1966 grał w Santiago Wanderers z rodzinnego miasta. W 1967 został zawodnikiem CA Peñarol (mistrzostwo Urugwaju w 1967 i 1968), skąd po czterech latach odszedł do brazylijskiego SC Internacional. W klubie z Porto Alegre występował do 1976 (mistrzostwo Brazylii w 1975 i 1976). W następnym sezonie wrócił do ojczyzny (CD Palestino, mistrzostwo Chile w 1978). Grał także w lidze amerykańskiej (Fort Lauderdale Strikers), a karierę kończył w słynnym Colo-Colo w 1982.
W reprezentacji Chile w latach 1966–1982 rozegrał 70 spotkań i strzelił 2 gole. W turniejach MŚ brał udział co osiem lat - 1966, 1974, 1982 - w swym ostatnim starcie pełniąc funkcję kapitana zespołu.
O sportowej klasie Figueroy świadczą przydomki jakimi go obdarzano - Don Elías czy Mariscal (Marszałek). Znalazł się na przygotowanej przez Pelé liście FIFA 100.